# Antoni Bagniewski
Antoni Bagniewski herbu Bawola Głowa – sędzia chełmiński w latach 1750-1794.
Jako poseł na sejm elekcyjny 1764 roku z województwa chełmińskiego, był elektorem Stanisława Augusta Poniatowskiego na króla.